# آمیرا کاسار
آمیرا کاسار (امیره قَصار) فرانسوی: Amira Casar‎؛ زادهٔ ۱ مهٔ ۱۹۷۱) یک هنرپیشه و مانکن اهل فرانسه است.
پدر آمیرا کرد تبار و مادرش نیز یک خواننده اپرای روس تبار می‌باشد.
از فیلم‌ها یا برنامه‌های تلویزیونی که وی در آن نقش داشته‌است می‌توان به آخرین معشوقه، سن لوران و ترانسیلوانی، کالبدشناسی دوزخ و مرا به نام خودت صدا بزن اشاره کرد.